# Доливо-Добровольский, Михаил Осипович
Михаи́л О́сипович Доли́во-Доброво́льский (21 декабря 1861 [2 января 1862], Гатчина — 15 ноября 1919, Гейдельберг) — российский и германский инженер-электротехник.
Изобрёл ряд оригинальных электротехнических приборов и устройств. Создал асинхронный двигатель переменного тока (1889), разработал систему трехфазного тока (1890). Один из основоположников электротехники. Разработал ряд измерительных приборов, как для постоянного, так и переменного тока.

## Биография
Родился 21 декабря 1861 (2 января 1862) года в многодетной дворянской семье. Отец, Осип Флорович Доливо-Добровольский (1824—1900), в 1862—1869 годах был директором Гатчинского сиротского института; мать — Ольга Михайловна, урождённая Евреинова; дед — тайный советник Флор Осипович Доливо-Добровольский (1776—1852). Михаил был старшим ребёнком. В 1873 году семья переехала в Одессу.
В Одессе в 1878 году Михаил окончил реальное училище и 1 сентября поступил в Рижский политехнический институт.

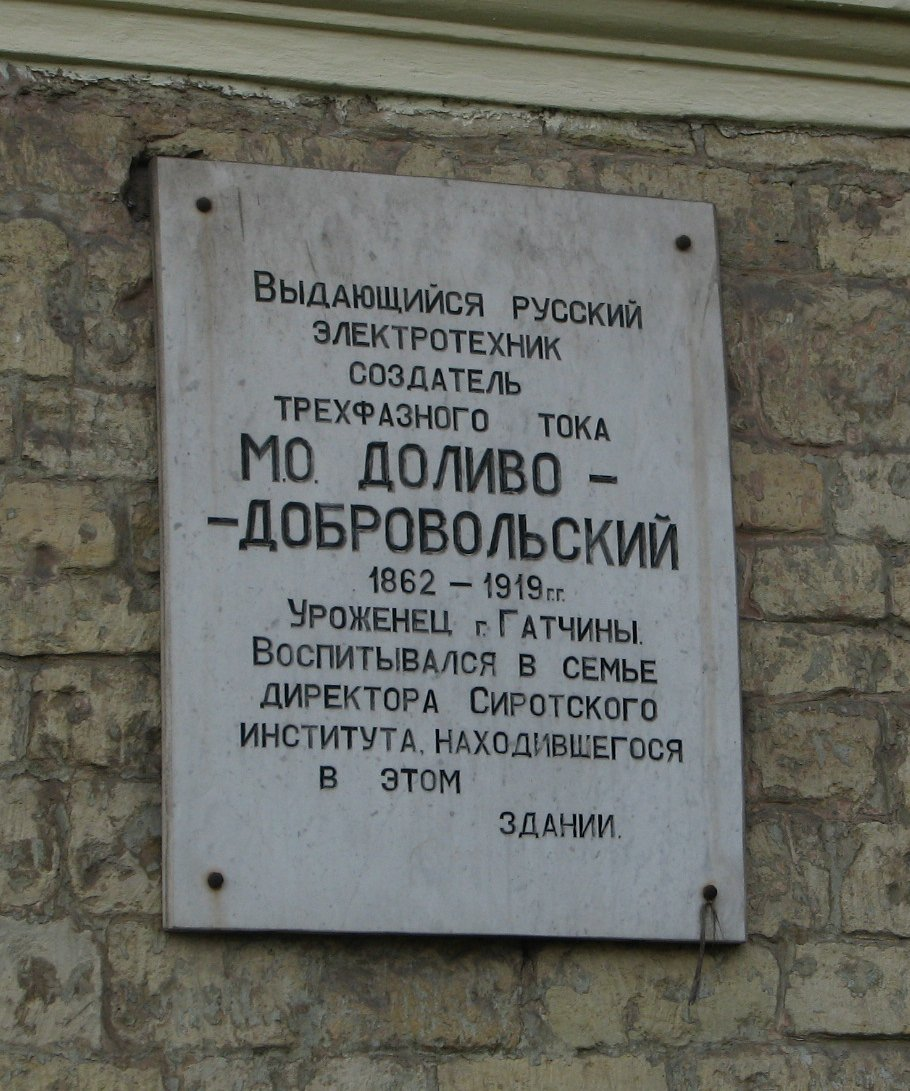
Мемориальная доска на Гатчинском сиротском институте

За участие в антиправительственной агитации 22 июня 1881 года он был исключён из института без права поступления в другие высшие учебные заведения Российской империи. Для продолжения своего образования он был вынужден выбрать Дармштадтское высшее техническое училище, где уделялось особое внимание практическому применению электричества. Здесь в 1882 году была учреждена специальная кафедра электротехники, которую возглавил профессор Эразм Киттлер, а в январе 1883 года, впервые в практике высшего образования, был введён специальный курс электротехники. В том же году Э. Киттлер открыл электротехническую лабораторию, в которой после окончания (с отличием) Дармштадтского технического училища должность ассистента занял М. О. Доливо-Добровольский. Молодому преподавателю было поручено вести курс «Электрохимия с особым вниманием к гальванопластике и металлургии». В 1884—1885 годах М. О. Доливо-Добровольский выступил на страницах журнала «Электричество» со своими статьями, в которых описал два изобретения в области электрохимии. Одно из них было связано с топливными элементами, второе касалось способа получения алюминия из его окиси при высокой температуре.
В 1887 году был приглашён в фирму AEG (Allgemeine Elektrizitäts-Gesellschaft), где в 1909 году он был назначен директором и проработал в этой должности до конца жизни.
Творческая и инженерная деятельность Доливо-Добровольского была направлена на решение задач, с которыми неизбежно пришлось бы столкнуться при широком использовании электроэнергии. Работа в этом направлении привела к разработке трёхфазной электрической системы и совершенной, в принципе, не изменившейся до настоящего времени конструкции асинхронного электродвигателя.

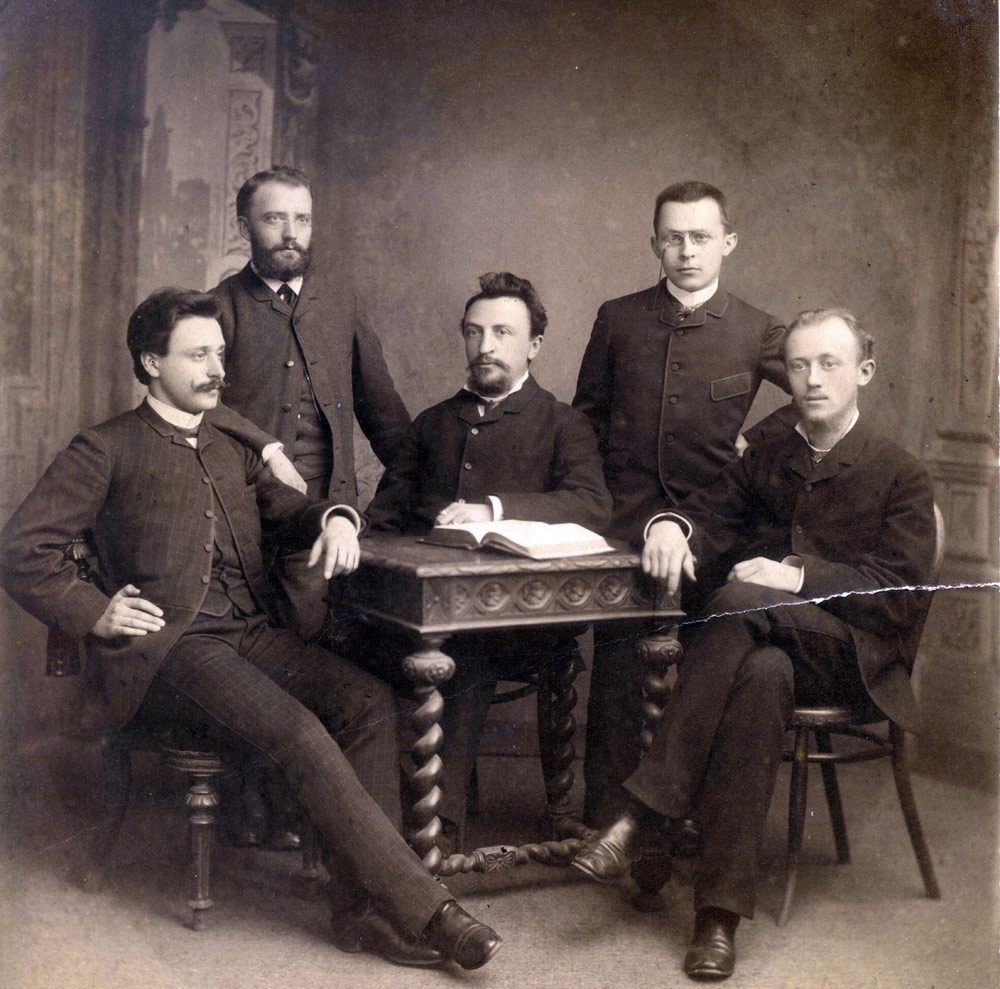
Кафедра электротехники Дармштадтского технического университета. Студенты и в центре профессор Эразмус Киттлер. Справа студент Михаил Осипович Доливо-Добровольский

Главная особенность асинхронного двигателя Доливо-Добровольского — ротор с обмоткой в виде беличьей клетки. Он выполнил ротор в виде стального цилиндра, а в просверленные по периферии каналы заложил медные стержни. На лобовых частях ротора эти стержни электрически соединялись друг с другом. В 1889 году Доливо-Добровольский получил патент на своё изобретение (германский патент № 51083 от 8 марта 1889 года под названием «Anker für Wechselstrommotoren»).
Следующим шагом М. О. Доливо-Добровольского явился переход к трёхфазной системе. В результате исследования различных схем обмоток учёный сделал ответвления от трёх равноотстоящих точек якоря машин постоянного тока. Таким образом, были получены токи с разностью фаз 120 градусов. Таким путём была найдена связанная трёхфазная система, отличительной особенностью которой являлось использование для передачи и распределения электроэнергии только трёх проводов.
Весной 1889 года Доливо-Добровольским был построен трёхфазный асинхронный двигатель мощностью около 100 Вт. Этот двигатель питался током от трёхфазного одноякорного преобразователя и при испытаниях показал вполне удовлетворительные результаты. Вслед за первым одноякорным преобразователем был создан второй, более мощный, а затем началось изготовление трёхфазных синхронных генераторов. Уже в первых генераторах применялись два основных способа соединения обмоток: в звезду и треугольник. В дальнейшем М. О. Доливо-Добровольскому удалось улучшить использование статора с помощью широко применяемого в настоящее время метода, заключающегося в том, что обмотку делают разрезной и противолежащие катушки соединяют встречно.
Усовершенствованием Доливо-Добровольского явилось также то, что он сделал обмотку статора распределённой по всей его окружности. Вскоре он внёс ещё одно усовершенствование: кольцевую обмотку статора заменил барабанной. После этого асинхронный двигатель с короткозамкнутым ротором приобрёл современный вид.
В том же 1889 году Доливо-Добровольский изобрёл трёхфазный трансформатор (германский патент № 56359 от 29 августа 1889 года). Вначале это был трансформатор с радиальным расположением сердечников. Затем было предложено несколько конструкций так называемых «призматических» трансформаторов, в которых удалось получить более компактную форму магнитопровода.
Трёхфазная система не получила бы в первые же годы своего существования столь быстрого распространения, если бы не решила проблемы передачи энергии на большие расстояния. В 1891 году Доливо-Добровольским была осуществлена Лауфен-Франкфуртская электропередача. Во Франкфурте-на-Майне, во время проведения международной выставки, демонстрирующей электротехнические достижения, перед главным входом на выставку был построен искусственный водопад и установлен мощный асинхронный двигатель Доливо-Добровольского на 100 л. с., который приводил в движение насос, подававший воду к водопаду. Небольшая гидроэлектростанция с трёхфазным синхронным генератором, которая с помощью понижающего и повышающего трансформаторов, сооружённых Доливо-Добровольским, передавала электроэнергию на невиданное в те времена расстояние в 170 км, была построена на реке Неккар, в местечке Лауфен. Выставка имела грандиозный успех. Делегации учёных и инженеров из-за границы приезжали ознакомиться с устройством невиданной электропередачи даже после закрытия экспозиции. Существует точка зрения[кто?], что именно с этого момента берёт своё начало современная электрификация.
В октябре 1891 года была сделана патентная заявка на трёхфазный трансформатор с параллельными стержнями, расположенными в одной плоскости (германский патент № 79608 от 4 октября 1891 года под названием «Drehstrom-Transformator mit drei Schenkeln nebeneinander in einer Ebene»). В принципе, эта конструкция сохранилась до настоящего времени.

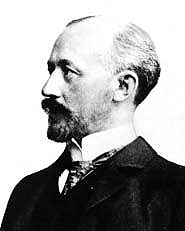
Около 1908 года

Доливо-Добровольский мечтал вернуться в Россию. Предполагалось, что он станет деканом Электромеханического факультета Санкт-Петербургского политехнического института, открывшегося в 1899 году. Этим планам помешали договорные обязательства с AEG, которыми Михаил Осипович был связан.
На рубеже 19 и 20 веков был особый период в жизни Михаила Доливо-Добровольского, полный профессиональных и личных успехов. 23 мая 1891 года у него родился первый сын Дмитрий, а спустя четыре года, 21 февраля 1895 года, второй — Серж. Добровольский был награждён Золотой медалью Всемирной выставки в Париже (1900) за достижения в области электротехники. В 1911 году ему было присвоено звание доктора наук Дармштадтского технического университета.
С 1903 по 1907 год он посвятил себя научной работе в Лозанне, где в 1906 году он получил швейцарское гражданство всей семьёй. В 1907 году он развёлся и через 5 месяцев вступил в новый брак. В 1908 году он вернулся в Германию, чтобы занять должность директора на Берлинском заводе электрооборудования группы AEG. Однако через год он уволился, сохранив за собой должность технического советника этой группы, и посвятил себя научной работе. За этот период он опубликовал несколько десятков статей на страницах «Elektrotechnische Zeitschrift». Весной 15 марта 1919 года 57-летний Доливо-Добровольский вернулся в университет в Дармштадте. После гриппа его здоровье, особенно ухудшилось состояние его сердца. Доливо-Добровольский провёл последние дни своей жизни в университетской клинике в Гейдельберге, где его сын Дмитрий был врачом. Он умер 15 ноября 1919 года и был похоронен в Дармштадте.

## Изобретения

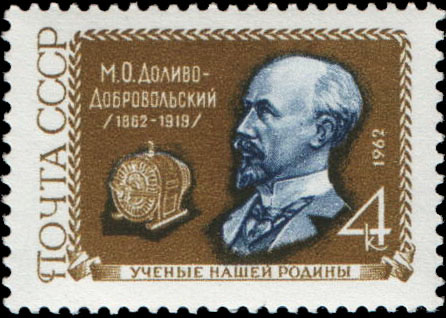
Почтовая марка, СССР, (1962)

- Трёхфазный асинхронный электродвигатель с короткозамкнутым ротором типа «беличья клетка» (1889)[7].
- Трёхфазный асинхронный двигатель с фазным ротором и пусковым реостатом (чертеж представлен, например, в 1899 году при докладе на Первом Всероссийском электротехническом съезде[10], см. также британский патент № 20425 от 15 декабря 1890 года на фазный ротор).
- Искрогасительная решётка для выключателей (германские патенты № 266745 и № 272742 от 4 мая и 24 июля 1912 года соответственно)[11][12].
- Фазометр (1892[7], германский патент № 68215 от 14 апреля 1892 года под названием «Vorrichtung zur Bestimmung des Phasenunterschiedes zwischen zwei Wechselströmen») .
- Стрелочный частотомер (1897)[7].

## Семья
11 мая 1887 года он женился на 22-летней гречанке Корнелии Тумбе. У них было два сына: 23 мая 1891 года родился первый сын Дмитрий, а через четыре года, 21 февраля 1895 года, второй — Сергей. В 1907 году он развёлся, чтобы через пять месяцев вступить в новый брак с Ядвигой Полачковной (Hedwig Pallatschek (Jadwigą Polaczkówną).